# 그녀가 그 이름을 알지 못하는 새들

《그녀가 그 이름을 알지 못하는 새들》(일본어: 彼女がその名を知らない鳥たち)은 일본의 작가 누마타 마호카루 가 쓴 순애 미스터리 소설이다. 2017년 시라이시 카즈야 감독에 의해 이름없는 새의 제목으로 영화화되었다.

## 줄거리
주인공 토와코는 8년 전 자신을 버린 쿠로사키를 여전히 잊지 못한채 살아간다. 토와코는 열다섯 살 연상인 남자 진지와 6년째 동거중이다. 그러나 그녀는 진지를 지독히 혐오하고 진지는 그럴수록 그녀에게 더욱 더 집착한다. 그녀는 백화점 직원 미즈시마를 만나고 그와 함께하는 삶을 꿈꾼다. 
그러던 어느날, 형사로부터 쿠로사키가 5년 전부터 실종상태임을 알게 된 토와코는 진지를 의심한다. 

## 등장 인물
- 토와코
- 진지
- 쿠로사키
- 미즈시마